# البنك الزراعي المصري
البنك الزراعي المصري إحدى البنوك المتخصصة في المصرفية الزراعية في مصر.

## نبذة تاريخية
قامت الدولة بإنشاء بنك التسليف الزراعي المصري بموجب المرسوم بقانون رقم 50 لسنة 1930 برأسمال مليون جنيه والمرسوم الملكي بنك التسليف الزراعي المصري عام 1931 إبان الأزمة الاقتصادية العالمية ليقدم القروض للمزارعين المصريين ليحميهم من البنوك العقارية الأجنبية والمرابين وحرصت إدارة البنك منذ صدور القانون رقم 117 لسنة 1976 وتعديل اسمه إلى "البنك الرئيسي للتنمية والائتمان الزراعي"على أن يقوم بنك التنمية بتقديم الدعم والتمويل اللازم للمزارعين لجميع أنواع المحاصيل الزراعية وجميع الأنشطة المتعلقة بالزراعة كذلك تقديم كافة الخدمات المصرفية وتمويل (المشروعات الصغيرة والصغيرة جدا) وقروض الغاز الطبيعى والبيوجاز خاصة في الريف.
و قد صدر مؤخرا القانون رقم 84 لسنة 2016 والذي ينص على أن يحول البنك الرئيسي للتنمية والائتمان الزراعي إلى بنك قطاع عام يسمى (البنك الزراعي المصري) يتخذ شكل شركة مساهمة مصرية مملوك رأس مالها بالكامل للدولة، ويكون له الشخصية الاعتبارية المستقلة، ومركزه الرئيسى مدينة القاهرة الكبرى، وتؤول له كافة حقوق البنك الرئيسي للتنمية والائتمان الزراعى ويتحمل بالتزاماته.
وبموجب هذا القانون يخضع البنك الزراعى المصرى لأحكام قانون رقم 88 لسنة 2003 البنك المركزى والجهاز المصرفى والنقد. ويهدف البنك الزراعى المصرى إلى توفير التمويل اللازم لمختلف أنواع انشطة التنمية الزراعية والريفية وفقا للنظم المصرفية المعمول بها في إطار السياسة العامة للدولة.
يعد البنك الزراعي المصري من أهم المؤسسات التنموية للنشاط الزراعي في مصر فهو من أكبر البنوك الزراعية بالوطن العربي والشرق الأوسط، حيث انه يمتلك أكثر من 1210 فرع وبنك قرية تغطى كافة القطر المصري، بالإضافة لامتلاكه أكثر من 4 ملايين متر مربع سعات تخزينية مخصص منها مساحة مليوني متر مربع لاستلام الإقماح المحلية من المزارعين كذلك يبلغ عدد الشون 392 شونة لدى البنك منتشرة بأنحاء الجمهورية.
ويعمل البنك بشكل دائم على تطوير أدائه وتنويع الخدمات الحالية واستحداث خدمات جديدة ليتواكب مع متطلبات المراحل المتتالية وتقديم الخدمات المالية والتمويلية وغيرها من أنشطة التي تناسب كافه العملاء في الريف والحضر كذلك تقديم الدعم للقطاع الزراعي في شتى مجالاته للوصول للاكتفاء من الغذاء وذلك من اجل استكمال مسيرة البنك الوطنية في تنفيذ سياسة الدولة الزراعية وخدمه الاقتصاد القومي لتحقيق التنمية الشاملة لتتناسب مع المتغيرات الاقتصادية.
يطبق البنك الأسس والمعايير الدولية في إطار قواعد الإفصاح والشفافية وتقوم إدارة البنك بممارسة أعمالها في إطـار السياسة العـامة للبـنك وذلـك من خـلال وحداتـه المنتشرة على مستوى المحافظات والمدن والقـرى.

## الشركات التابعة
- الشركة المصرية للتنمية الزراعية والريفية.